# (59419) Prešov
(59419) Prešov est un astéroïde de la ceinture principale.

## Description
(59419) Presov est un astéroïde de la ceinture principale. Il fut découvert le 9 avril 1999 à Modra par Leonard Kornoš et Štefan Gajdoš. Il présente une orbite caractérisée par un demi-grand axe de 2,58 UA, une excentricité de 0,11 et une inclinaison de 9,3° par rapport à l'écliptique.

## Compléments